# Harpactea mcheidzeae
Harpactea mcheidzeae este o specie de păianjeni din genul Harpactea, familia Dysderidae, descrisă de Peter Mikhailovitch Dunin în anul 1992. Conform Catalogue of Life specia Harpactea mcheidzeae nu are subspecii cunoscute.